# FLYINGTEAPOT
『FLYINGTEAPOT』（フライングティーポット）は、えのあきらの漫画単行本である。全1巻となる。青年マンガの傾向が強い。ワニマガジン社が刊行した。初版は2000年7月である。COMIC快楽天1998年7,11月号、1999年1,5,6,9,10月号、2000年2,4,5月号掲載作品を収録している。

## コンテンツ
- FLYINGTEAPOT

魔法その1〜その6
- 赤い靴
- 電気羊はアンドロイドの夢など見ない（本タイトルは映画ブレードランナーの原作である、『アンドロイドは電気羊の夢を見るか?』のパロディである）

電動一種(その1の意)〜電動三種